# Lucho Ayala
Lucho Ayala (1992, Manila), es un actor y bailarín filipino. Es hijo de grandes leyendas como el actor ya fallecido Rudy Fernández y Alma Moreno. También es el medio hermano de Vandolph Quizon e hijastro de Lorna Tolentino. En 1995, había pasado una relación con la actriz Claudine Barretto. Además tiene una hija de su difunta novia y tiene aparte dos hijos con su actual esposa Melissa García. 

## Filmografía

### Televisión
| Año  | Show de Televisión             | Personaje             | Canales     |
| ---- | ------------------------------ | --------------------- | ----------- |
| 2015 | Healing Hearts                 | Jimboy                | GMA Network |
| 2015 | Let The Love Begin             | Edison                | GMA Network |
| 2014 | Ilustrado                      | Jose Alejandrino      | GMA Network |
| 2014 | Villa Quintana                 | Noah Angeles          | GMA Network |
| 2013 | Kahit Nasaan Ka Man            | Johnny Gomez          | GMA Network |
| 2013 | Binoy Henyo                    | Jaime Sandoval        | GMA Network |
| 2013 | Indio                          | Young Juancho Sanreal | GMA Network |
| 2012 | One True Love                  | Troy Sandoval         | GMA Network |
| 2011 | Elena M. Patron's Blusang Itim | Edward Escote         | GMA Network |
| 2010 | Sine Novela: Basahang Ginto    | Benjie                | GMA Network |
| 2010 | First Time                     | Jimbo Dimaculangan    | GMA Network |
| 2010 | Endless Love                   | Young Jojo            | GMA Network |

### Filmografía
| Año  | Film      | Personaje | Notas                       |
| ---- | --------- | --------- | --------------------------- |
| 2014 | Kamkam    | Lennon    | Heaven’s Best Entertainment |
| 2010 | Mamarazzi | Lloyd     | Regal Films                 |